# 7593 Cernuschi
7593 Cernuschi eller 1992 WP4 är en asteroid i huvudbältet som upptäcktes den 21 november 1992 av den amerikanska astronomen Eleanor F. Helin vid Palomarobservatoriet. Asteroiden har fått sitt namn efter Félix Cernuschi, en uruguayansk astrofysiker.
Asteroiden har en diameter på ungefär 8 kilometer.